# زمن الاسرار
زمن الاسرار (بالفرنسية: Le Temps des secrets) فيلم دراما فرنسي من إخراج وسيناريو كريستوفر باراتير.
وهو مقتبس من رواية تحمل نفس الاسم، للكاتب مارسيل بانيول، التي نُشرت عام 1960.

## القصة
في تموز 1905، كان مارسيل بانيول يبلغ من العمر 10 سنوات. بعد أن أكمل للتو دراساته الابتدائية، سينضم إلى مدرسة تيير الثانوية، الواقعة في وسط مدينة مرسيليا، في بداية العام الدراسي. ولكن قبل ذلك، يعود مع عائلته إلى "نيو باستيد"، التي تقع في مرتفعات منطقة مرسيليا النائية، للاستمتاع بعطلة الصيف الطويلة. على التلال والأعشاب، وبرفقه صديقه ليلي، يشاركان بمغامرات جديدة في قلب المنطقة العزيزة جدًا على مؤلفها. ومع ذلك، فإن لقائه مع إيزابيل، فتاة برجوازية في إجازة سيثير إعجاب وإزعاج مارسيل الذي يقع تحت تأثير سحر الفتاة الغامضة والمتلاعبة. سيتعين على مارسيل أن يترك صديقته ليلي للاستفادة من فترة ما بعد الظهيرة التي يقضيها في لعب دور الفارس الذي يخدم في منزل إيزابيل، التي تعيش في عالم مزيف من البرجوازية العالية اخترعته هي ووالداها لأنفسهم.